# アレクサンダー・ドゥリッチ
- アレクサンダル・ジュリッチ

アレクサンダー・ドゥリッチ（Aleksandar Đurić、Александар Ђурић、1970年8月12日 - ）は、ユーゴスラビア社会主義連邦共和国ボスニア・ヘルツェゴビナ社会主義共和国出身のセルビア系シンガポール人の元サッカー選手、現サッカー指導者。元カヌーボスニア・ヘルツェゴビナ代表、元サッカーシンガポール代表。現役時代のポジションはFW。

## 概要
15歳の時にユーゴスラビアのカヤックのジュニアチャンピオンに輝き、17歳の時には世界8位となった。1992年にはボスニア・ヘルツェゴビナ代表としてバルセロナオリンピックのカヌー競技500mに出場した。オリンピックの後にハンガリーに渡り、サッカー選手としての生活を再開した。1994年にサウス・メルボルンFCに加入してオーストラリアへ渡ると、オーストラリア国内を転々とした。
1999年にはSリーグのタンジョン・パガー・ユナイテッドFCと契約を交わし、このクラブでストライカーに転向した。その後、ホーム・ユナイテッド、ゲイラン・ユナイテッドFC、SAFFC、タンピネス・ローバースFCを渡り歩き、Sリーグを8回制覇し、シンガポール・カップを3回制覇した。更にSリーグ年間最優秀選手を3回獲得し、Sリーグ得点王を4回獲得、Sリーグ史上唯一300得点を達成した選手となっている。
代表選手としては、2007年に37歳でシンガポール代表となった。2008年5月には外国出身選手としては初めてシンガポール代表の主将を務めた。東南アジアサッカー選手権にも2008年大会、2010年大会、2012年大会の3回に出場し、2012年には優勝を齎した。代表としては2012年12月を以て引退、合計53試合24得点の結果を残した。
2013年には選手として所属するタンピネス・ローバースFCのフィットネスコーチを兼任する事となった。2014年11月にサッカー選手としての現役を44歳で引退した。
選手としての彼はフィジカルの強さを武器としたフォワードであった。その健康維持に関する彼の姿勢と規律だった生活習慣は選手生命を20年以上に亘り全うさせた。

## 幼年時代
ユーゴスラビア社会主義人民共和国ボスニア・ヘルツェゴビナ社会主義共和国ドボイのリパツで生まれた。幼い時はレッドスター・ベオグラードのサポーターであり、FKスロガ・ドボイのユースでゴールキーパーを務め、後にミッドフィールダーとなった。
12歳の時には肺の成長が思わしくなかったために医者からカヤックを薦められた。その後15歳にしてユーゴスラビアの王者となり、17歳の頃には世界8位となった。
その17歳の時にはユーゴスラビア人民軍に徴募され、兵役の最中には士官となった。ボスニア・ヘルツェゴビナ紛争が迫ってくると、彼の父は彼とその兄弟に国外への退避を望んだ。彼は故郷を離れる事となった。その時の事について彼はこう述べている。「私の父はこの戦争で戦い、5歳になろうかと言う私の弟と私の母は1993年にムスリムの軍隊によって殺された。彼らは私達の村を爆撃し、私の家に直撃した。その非常に大きい爆弾は私の母を即死させた。（中略）この凄惨な市民の戦争によって非常に多くの人々が私と同様に父母を失った。しかし少なくとも私はこの戦争に対して怨んでいない。私は人種で人を判断するのではなく、その人の心の持ちようで人を判断するから、私が今いるこの地、シンガポールではムスリムの子供であっても私は彼らを受容れるよ。」。
300ドイツマルクを握りしめた彼は自らの所属しているFKスロガ・ポジェガのあるユーゴスラビア連邦共和国セルビア共和国を去って、スウェーデンに渡った。スウェーデンではAIKソルナでトレーニングを受け、難民としてオファーされたものの彼はこれを拒絶した。ユーゴスラビア崩壊が起こると彼は旅券と見做せる物も無くハンガリーに止まる事となった。セゲドでカフェやレストランを放浪していると、とある家族が彼にネムゼティ・バイノクシャーグIIに所属するセゲドLCのトライアルのオファーを出した。

### バルセロナオリンピック
1992年、新たに結成されたボスニア・ヘルツェゴビナオリンピック委員会から同国代表としてバルセロナオリンピックカヌー競技への出場に関する招待状を彼は受けとった。セルビア人とボシュニャク人が対立している中で彼は2年間練習をしていなかったが、スポーツマンとして出場する事に決めた。ボスニア・ヘルツェゴビナオリンピック委員会は彼の旅費を払う事が出来なかったため、バルセロナまでの1,500キロメートル (930 mi)以上の旅程を彼はヒッチハイクで向かう事となった。オリンピック委員会からの招待状一枚で有効な旅券も持たない彼は、オーストリアとの国境までトラックで向かった。しかし、イミグレーションでは彼の主張は信じてもらえず、収容所を探す難民であると判断された。オリンピック委員会からの電話があり、彼に渡された信任状に納得した入国審査官は彼をスロベニアに送りそこから飛行機に乗ってバルセロナへ向かう手立てをしてくれた。2日間の旅の後に彼はボスニア・ヘルツェゴビナ初のオリンピック代表の10人のうちの1人としてオリンピック初出場を果たした。しかし彼には装備が無かったため、イタリアとスペインのチームからオリンピック終了まで装備を借りる事となった。最後は敗者復活戦で敗れてしまった彼であったが、8位入賞と健闘した。その後はサッカー選手に戻り、ハンガリーのセゲドLCへ加入した。

## クラブ歴

### オーストラリア
彼の関係者はかつてオーストラリア代表監督を務めたフランク・アーロクが監督を務めるサウス・メルボルンFCで彼にトライアルを受けさせる手助けをした。1994年にはオーストラリアン・ナショナルサッカーリーグに所属する同チームにディフェンダーとして加入した。その後は、ポート・メルボルンSCとサウス・メルボルンFCを行き来した後、1996年にギップスランド・ファルコンズSCに加入した。
1997年には中華人民共和国の火車頭杉杉に加入したものの、同年のうちにはオーストラリアに戻りウェスト・アデレードSCに加入した。その翌年にはハイデルベルク・ユナイテッドFCに加入し、その後再びウェスト・アデレードSCに移籍した。
しかし1999年にウェスト・アデレードSCが破産、彼の所には香港とシンガポールのクラブからオファーが届き、彼は後者を選択した。そのクラブはSリーグに所属するタンジョン・パガー・ユナイテッドFCであった。この当時の彼は左ウィンガーあるいは左サイドバックとして起用される選手であったが、監督のトハリ・パイジャンはこの6秒4の俊足をストライカーにコンバートした。16試合に出場し11得点を挙げ、クラブはリーグを3位で終えた。
シーズンが終わると彼はオーストラリアに帰り、オーストラリア代表を志した彼は同国の国籍を取得した。シドニーを本拠地とするマルコーニ・スタリオンズFCに加入すると再び左ミッドフィールダーとして起用された。その後、シドニー・オリンピックFCに移籍した。
2000年6月にはシンガポールに再び渡りホーム・ユナイテッドに加入、再びストライカーとして活躍するようになった。ホーム・ユナイテッドではリーグ戦カップ戦合わせて合計11得点を挙げ、45000人の観客に囲まれたシンガポール・ナショナルスタジアムで2000年のシンガポール・カップを制覇した。シーズンが終わるとクラブから放出された。

### ゲイラン・ユナイテッドFC
2001年にはゲイラン・ユナイテッドFCに加入、ここではモハマド・ノール・アリとタッグを組んだ。この2人の連携はその後所属したシンガポール・アームド・フォーシズFCでも続き、「少なくとも自分の得点の半分は」モハマド・ノール・アリとの連携から生まれたと述べている。この年にゲイラン・ユナイテッドFCはジュロンFCを倒して5年ぶりにSリーグを制覇し、彼も37得点をシーズンで獲得する活躍を見せた。2001年のシンガポール・カップの決勝戦では前年に所属したホーム・ユナイテッドとの一戦となった。しかし彼とゲームメーカーであったブライアン・ボスウェルが怪我で欠場し、前半を4-0の大敗で折り返すと、ディフェンダーのノー・ラーマンは膝の靭帯を痛めて退場し、モハマド・ノール・アリも退場となった。9人しかいないゲイラン・ユナイテッドFCはその後も一矢報いる事すら出来ずに8-0の大敗を喫した。監督の張政は試合後のインタビューで、デュリッチを始めとする8人の選手はクラブを去る事になるだろうと述べていたが、彼は3年の更新契約を締結し、結果として4シーズン在籍し126試合出場97得点の結果を残した。2003年にはSリーグ100得点を達成した。
2002 FIFAワールドカップが終ると、アジアサッカー連盟はAFCチャンピオンズリーグとAFCカップを刷新した。2001年のSリーグ覇者であるゲイラン・ユナイテッドFCはAFCチャンピオンズリーグ2002-2003の予選大会に参加した。東地区予選第2ラウンドでブルネイDPMM FCと戦い、ホームで1得点、アウェイで2得点を同クラブから奪い、2戦合計で7-0となり、勝利を齎した。その後、上海申花と最終予選で対戦し、彼は1得点を第2試合で決めたものの及ばず、5-1で敗北した。
2003年のSリーグで準優勝したゲイラン・ユナイテッドFCはAFCカップ2004に出場した。彼は準々決勝で戦ったペラFAから2試合とも点数を奪い、クラブの準決勝進出に貢献した。準決勝で当たったアル・ワフダ・ダマスカスには第1試合で1-1、第2試合で1-0とされ敗北してしまったものの、この大会を通じて彼は5得点を挙げた。

### シンガポール・アームド・フォーシズFC
2004年11月にはシンガポール・アームド・フォーシズFCと契約した。2006年から2009年にかけてSAFFCはSリーグを4連覇し、2007年にはSリーグに加えてシンガポール・カップも制覇、2008年に至ってはSリーグ、シンガポール・カップに加えてシンガポール・チャリティーシールドを制覇した。彼自身も2007年から2009年にかけてリーグ得点王に3年連続で輝いた。合計で150試合に出場し129得点を得た彼は2007年と2008年にSリーグ年間最優秀選手賞を受賞した。Sリーグでの200得点目もこの時代に達成し、それは2007年7月9日に行われた遼寧広原戦の前半5分の得点で彼はこの試合でハットトリックも達成した。そして彼の38歳の誕生日に行われた、彼の元所属のゲイラン・ユナイテッドFC戦では2-2の引き分けとなったものの、この試合で得点をした彼はミルコ・グラボヴァツが持っていたSリーグの史上最多得点記録である244得点を上回り、歴代1位の記録を保持する選手となった。この2008年には上述したようにチャリティーシールドでもタイトルを獲得しており、ホーム・ユナイテッドとの試合自体は1-1の引き分けであったが、PK戦で5-4となりそのタイトルを獲得した。
2009年にSAFFCはシンガポールのクラブとして初めてAFCチャンピオンズリーグに出場した。AFCチャンピオンズリーグ2009のプレーオフでタイのプロヴィンシャル・エレクトリシティ・オーソリティFC、インドネシアのPSMSメダンを倒し、本戦出場を果たした。グループステージでは鹿島アントラーズ、水原三星ブルーウィングス、上海申花と対戦した。2009年5月19日に行われた水原三星ブルーウィングスとの一戦で彼は得点した。しかしクラブは上海申花から勝ち点1を取る事しか出来ず、1分5敗の最下位でグループステージ敗退となった。
2009年9月にはインドネシア・スーパーリーグに所属するスリウィジャヤFCと11万米ドル、1シーズンの契約で合意に達した。しかし1ヶ月後に彼はスリウィジャヤFC側が既に合意した内容について変更を要請したために破談にし、移籍とはならなかった。

### タンピネス・ローバースFC
彼とSAFFCの関係にはスリウィジャヤFCへの移籍話のために亀裂が入っていた。SAFFC側が彼に契約延長の打診をしなかったため、2010年にタンピネス・ローバースFCに移籍した。タンピネス・ローバースFCでの初シーズンは20得点の成績であり、クラブは同年のリーグを2位で終えた。その後クラブは2011年から2013年にかけてSリーグを3連覇し、チャリティーシールドを2011年から2014年にかけて4連覇した。2010年9月27日のシンガポール・カップのバレスティア・カルサFC戦ではSリーグ300得点を達成した。2011年7月には各国の1部リーグで444試合出場328得点となり、国際サッカー歴史統計連盟によって世界1位の得点王に認定された。2012年には3度目のSリーグ年間最優秀選手賞を受賞し、翌2013年には得点王となった。
当初は2012年を以て引退する予定であったが、クラブ側からの要請により引退を延長していた。クラブ側から諒承を得た事によって彼はSリーグ 2014を以てサッカー選手を引退する事を発表した。最後のシーズンにはSリーグ378得点という記録を持ちながら臨んだ。AFCチャンピオンズリーグ2014の予選プレーオフでは南華足球隊に敗北し出場を逃した。その結果AFCカップ2014に出場したものの、グループステージ敗退に終わった。最後のシーズンは35試合8得点、クラブは3位という結果に終わった。彼の最終試合となったのは2014年11月5日に行われたシンガポール・カップ3位決定戦のブルネイDPMM FC戦であり、2-1でタンピネス・ローバースFCは敗北した。

## 代表歴
彼はシンガポールサッカー協会の海外選手発掘プログラムによって帰化した訳ではないにも関わらず、2007年9月27日にシンガポールに彼が帰化する以前から接触は為されていた。彼がシンガポールに帰化した理由はサッカーに関係する理由では無かったにも関わらず、代表監督のラドイコ・アヴラモヴィッチは彼を2007年11月1日に代表に招集した。11月9日に行われたタジキスタン代表との2010 FIFAワールドカップ・アジア予選での一戦で37歳89日と云う年齢で代表初出場を果たし、いきなり2得点を挙げてチームの2-0での勝利に大きく貢献し、大きなインパクトを残した。第2戦もミッドフィールダーのシー・ジアイーとストライカーのインドラ・サーダン・ダウドが相次いで怪我で離脱する事となり試合に出場する事となった。1-1の引分に終ったこの試合によってシンガポールは3次予選への進出を決めた。3次予選ではサウジアラビア代表、レバノン代表、ウズベキスタン代表と対戦、良好なコンディションを保っていた彼はレバノン代表とウズベキスタン代表から得点を奪ったが、シンガポール代表はグループ3位という結果に終わった。
主将のインドラ・サーダン・ダウド、副主将のライオネル・ルイスが共に欠場となった2008年5月28日のバーレーン代表との親善試合では、外国出身選手として初めてキャプテンマークを巻いた。
2008 AFFスズキカップの際にも代表に選出され、カンボジア代表との一戦に出場したが、この試合で腓骨に怪我をしたため以降の試合に出場する事が出来なかった。シンガポール代表はその後準決勝でベトナム代表に敗れ大会を終えた。
2010 AFFスズキカップの際にも代表に招集された。開幕戦のフィリピン代表戦は1-1の引分に終わったがこの試合で彼は得点した。次戦のミャンマー代表戦では0-1で敗北していたシンガポール代表に得点を齎し、試合を振り出しに戻しその後90+4分にアグー・カスミルが追加点を挙げて勝利した。その後は開催国の1つであるベトナム代表に1-0の敗北を喫し、グループステージ敗退となった。
2012 AFFスズキカップの際には控えのフォワードとして選出されたものの、ミッドフィールダーのハリス・ハルンの怪我によってイレブンの左サイドに名を連ねる事となった。第1試合では前回王者のマレーシア代表から得点を奪い、3-0での勝利に貢献した。この試合での得点によって彼は東南アジアサッカー選手権史上最高齢得点記録を樹立した。3日後に行われたインドネシア代表戦では1-0の敗北を喫したが、グループステージ最終戦のラオス代表戦では4-3で勝利、得点差によって1位で決勝トーナメント進出が決定した。カイルル・アムリの得点によってフィリピン代表を2戦合計で1-0で下し決勝進出を決めると、タイ代表を2戦合計で3-2で破り同杯優勝を決めた。
その後彼は代表から引退し、その合計出場は53試合24得点であった。

## 監督歴
選手として引退間近になると、彼はA級監督ライセンスを取得し、それを活用してシンガポールのサッカーに関わり続けたいとの熱意を語っていた。2013年からは選手としての側面を持つ傍ら、タンピネス・ローバースFCのフィットネスコーチとしても働き始め、フルタイムで裏方としても勤務し次第にそちらへと移行していった。

## 個人
彼の父はセミプロフェッショナルとしてサッカーをする傍ら、鉄道会社で働いていた。彼の母は1993年8月9日に爆撃によって殺害され、この日は彼の誕生日の僅か3日前の事であった。彼の父はその後2000年に癌のために62歳で永眠した。また、兄がいる。
彼は妻と1998年にメルボルンで出会い、2000年1月に結婚した。妻との間には2人の子供がおり、2002年に娘が、2004年に息子が、共にシンガポールで生まれた。
現在は、シンガポールに隣接するマレーシアのジョホール州ジョホールバル市イースト・レダン地区に居住している。彼の厳格な運動習慣の一環として、ジョホールバル周辺を毎朝15km走っている。また彼は飲酒、喫煙、夜更かしはしない。更にロティ・プラタや海南鶏飯のような辛い物や脂物は口にせず、オフシーズンであっても日々の運動は変えずに行っている。
サッカー以外では、チャリティー事業を行っている。児童養護施設でのボランティアは10年近く行っており、施設から生後7日の男の子を引き取って養子にしている。2011年には子供の養育の為に12000シンガポール・ドルを必要とする教会のために、ラジオDJのロッド・モンテイロ、キネシオロジーの専門家であるタン・スウィー・ケン博士と共にシンガポール・マラソンでハーフマラソンを走った。2012年にはザ・ストレーツ・タイムズのスクール・ポケット・マネー基金のためにタクシー運転手を12日間務め、2657ドルを寄付している。さらに同年に行われたユニバーサル・フットボール・ジャムでは川島永嗣らと共に障碍者らと交流した。彼と彼の3人の子供達は2013年9月にドーヴァー・パーク・ホスピスの援助のためにプラスチックの鳩に彩色した。これらについて彼は「シンガポールに対する恩返し」の一部だと述べている。2014年12月にはシンガポール国立犯罪予防議会とシンガポール警察軍が共催し、非行を起こす可能性のある若者に参加させるサッカーの大会であるデルタリーグの初の大使に就任した。

## 個人成績
2014年11月6日現在

### クラブ
| 国内大会個人成績 | 国内大会個人成績       | 国内大会個人成績 | 国内大会個人成績 | 国内大会個人成績             | 国内大会個人成績          | 国内大会個人成績  | 国内大会個人成績  | 国内大会個人成績 | 国内大会個人成績 | 国内大会個人成績 | 国内大会個人成績 |
| 年度             | クラブ                 | 背番号           | リーグ           | リーグ戦                     | リーグ戦                  | リーグ杯          | リーグ杯          | オープン杯       | オープン杯       | 期間通算         | 期間通算         |
| 年度             | クラブ                 | 背番号           | リーグ           | 出場                         | 得点                      | 出場              | 得点              | 出場             | 得点             | 出場             | 得点             |
| ユーゴスラビア   | ユーゴスラビア         | ユーゴスラビア   | ユーゴスラビア   | リーグ戦                     | リーグ戦                  | リーグ杯          | リーグ杯          | オープン杯       | オープン杯       | 期間通算         | 期間通算         |
| ---------------- | ---------------------- | ---------------- | ---------------- | ---------------------------- | ------------------------- | ----------------- | ----------------- | ---------------- | ---------------- | ---------------- | ---------------- |
| 1992-93          | ポジェガ               |                  |                  |                              |                           |                   |                   |                  |                  |                  |                  |
| ハンガリー       | ハンガリー             | ハンガリー       | ハンガリー       | リーグ戦                     | リーグ戦                  | リーグ杯          | リーグ杯          | オープン杯       | オープン杯       | 期間通算         | 期間通算         |
| 1993-94          | セゲド                 |                  | NB II            | 24                           | 7                         |                   |                   |                  |                  |                  |                  |
| オーストラリア   | オーストラリア         | オーストラリア   | オーストラリア   | リーグ戦                     | リーグ戦                  | リーグ杯          | リーグ杯          | FFA杯            | FFA杯            | 期間通算         | 期間通算         |
| 1994-95          | サウス・メルボルン     |                  | NSL              | 15                           | 4                         | -                 | -                 | -                | -                | 15               | 4                |
| 1994-95          | ポート・メルボルン     |                  | VPL              | 10                           | 0                         | -                 | -                 | -                | -                | 10               | 0                |
| 1995-96          | サウス・メルボルン     |                  | NSL              | 5                            | 0                         | -                 | -                 | -                | -                | 5                | 0                |
| 1995-96          | ポート・メルボルン     |                  | VPL              | 18                           | 12                        | -                 | -                 | -                | -                | 18               | 12               |
| 1996-97          | ギップスランド         |                  | NSL              | 15                           | 4                         | -                 | -                 | -                | -                | 15               | 4                |
| 中国             | 中国                   | 中国             | 中国             | リーグ戦                     | リーグ戦                  | リーグ杯          | リーグ杯          | FA杯             | FA杯             | 期間通算         | 期間通算         |
| 1997             | 火車頭杉杉             |                  | 甲B級            | 16                           | 2                         | -                 | -                 |                  |                  |                  |                  |
| オーストラリア   | オーストラリア         | オーストラリア   | オーストラリア   | リーグ戦                     | リーグ戦                  | リーグ杯          | リーグ杯          | FFA杯            | FFA杯            | 期間通算         | 期間通算         |
| 1997-98          | ウェスト・アデレード   |                  | NSL              | 8                            | 3                         | -                 | -                 | -                | -                | 8                | 3                |
| 1998-99          | ハイデルベルク         |                  | VSL1             | 8                            | 2                         | -                 | -                 | -                | -                | 8                | 2                |
| 1998-99          | ウェスト・アデレード   |                  | NSL              | 27                           | 5                         | -                 | -                 | -                | -                | 27               | 5                |
| シンガポール     | シンガポール           | シンガポール     | シンガポール     | リーグ戦                     | リーグ戦                  | リーグ杯          | リーグ杯          | シンガポール杯   | シンガポール杯   | 期間通算         | 期間通算         |
| 1999             | タンジョン・パガーU    |                  | Sリーグ          | 16                           | 11                        | -                 | -                 |                  |                  |                  |                  |
| オーストラリア   | オーストラリア         | オーストラリア   | オーストラリア   | リーグ戦                     | リーグ戦                  | リーグ杯          | リーグ杯          | FFA杯            | FFA杯            | 期間通算         | 期間通算         |
| 1999-00          | マルコーニ             |                  | NSL              | 15                           | 2                         | -                 | -                 | -                | -                | 15               | 2                |
| 1999-00          | シドニー・オリンピック |                  | NSL              | 3                            | 0                         | -                 | -                 | -                | -                | 3                | 0                |
| シンガポール     | シンガポール           | シンガポール     | シンガポール     | リーグ戦                     | リーグ戦                  | リーグ杯          | リーグ杯          | シンガポール杯   | シンガポール杯   | 期間通算         | 期間通算         |
| 2000             | ホームU                |                  | Sリーグ          | 10                           | 6                         | -                 | -                 |                  |                  |                  |                  |
| 2001             | ゲイランU              |                  | Sリーグ          | 33                           | 31                        | -                 | -                 |                  |                  |                  |                  |
| 2002             | ゲイランU              |                  | Sリーグ          | 33                           | 26                        | -                 | -                 |                  |                  |                  |                  |
| 2003             | ゲイランU              |                  | Sリーグ          | 33                           | 27                        | -                 | -                 |                  |                  |                  |                  |
| 2004             | ゲイランU              |                  | Sリーグ          | 27                           | 13                        | -                 | -                 |                  |                  |                  |                  |
| 2005             | SAFFC                  |                  | Sリーグ          | 27                           | 17                        | -                 | -                 |                  |                  |                  |                  |
| 2006             | SAFFC                  | 9                | Sリーグ          | 28                           | 19                        | -                 | -                 |                  |                  |                  |                  |
| 2007             | SAFFC                  | 9                | Sリーグ          | 31                           | 37                        | -                 | -                 |                  |                  |                  |                  |
| 2008             | SAFFC                  | 9                | Sリーグ          | 32                           | 28                        | 0                 | 0                 | 6                | 4                | 38               | 32               |
| 2009             | SAFFC                  | 9                | Sリーグ          | 32                           | 28                        | 5                 | 2                 | 1                | 0                | 38               | 30               |
| 2010             | タンピネス             | 9                | Sリーグ          | 33                           | 20                        | 0                 | 0                 | 6                | 4                | 39               | 24               |
| 2011             | タンピネス             | 9                | Sリーグ          | 33                           | 26                        | 0                 | 0                 | 3                | 4                | 36               | 30               |
| 2012             | タンピネス             | 9                | Sリーグ          | 24                           | 12                        | 4                 | 2                 | 6                | 5                | 34               | 19               |
| 2013             | タンピネス             | 9                | Sリーグ          | 25                           | 15                        | 3                 | 3                 | 1                | 1                | 29               | 19               |
| 2014             | タンピネス             | 9                | Sリーグ          | 22                           | 5                         | 2                 | 0                 | 4                | 0                | 28               | 5                |
| 通算             | ユーゴスラビア         | ユーゴスラビア   |                  | \|\|\|\|\|\|\|\|\|\|\|\|\|\| |                           |                   |                   |                  |                  |                  |                  |
| 通算             | ハンガリー             | ハンガリー       | NB II            | 24                           | 7\|\|\|\|\|\|\|\|\|\|\|\| |                   |                   |                  |                  |                  |                  |
| 通算             | オーストラリア         | オーストラリア   | NPL              | 88                           | 14                        | -                 | -                 | -                | -                | 88               | 14               |
| 通算             | オーストラリア         | オーストラリア   | VPL              | 28                           | 12                        | -                 | -                 | -                | -                | 28               | 12               |
| 通算             | オーストラリア         | オーストラリア   | VSL1             | 8                            | 2                         | -                 | -                 | -                | -                | 8                | 2                |
| 通算             | 中国                   | 中国             | 甲A級            | 16                           | 2                         | -\|\|\|\|\|\|\|\| | -\|\|\|\|\|\|\|\| |                  |                  |                  |                  |
| 通算             | シンガポール           | シンガポール     | Sリーグ          | 439                          | 321                       | 14                | 7                 | 20               | 14               | 473              | 342              |
| 総通算           | 総通算                 | 総通算           | 総通算           | \|\|\|\|\|\|\|\|\|\|\|\|\|\| |                           |                   |                   |                  |                  |                  |                  |

| 国際大会個人成績 | 国際大会個人成績 | 国際大会個人成績 | 国際大会個人成績 | 国際大会個人成績 | 国際大会個人成績 | 国際大会個人成績 | 国際大会個人成績 | 国際大会個人成績 |
| 年度             | クラブ           | 背番号           | 出場             | 得点             | 出場             | 得点             | 出場             | 得点             |
| AFC              | AFC              | AFC              | ACL              | ACL              | AFC杯            | AFC杯            | 合計             | 合計             |
| ---------------- | ---------------- | ---------------- | ---------------- | ---------------- | ---------------- | ---------------- | ---------------- | ---------------- |
| 2008             | SAFFC            | 9                | -                | -                | 8                | 9                | 8                | 9                |
| 2009             | SAFFC            | 9                | 8                | 1                | -                | -                | 8                | 1                |
| 2011             | タンピネス       | 9                | -                | -                | 7                | 6                | 7                | 6                |
| 2012             | タンピネス       | 9                | -                | -                | 6                | 2                | 6                | 2                |
| 2013             | タンピネス       | 9                | -                | -                | 6                | 3                | 6                | 3                |
| 2014             | タンピネス       | 9                | 1                | 0                | 6                | 3                | 7                | 3                |
| 総通算           | 総通算           | 総通算           | 9                | 1                | 33               | 23               | 42               | 24               |

- 初回のシンガポール・リーグカップは2007年開催であった。しかしSAFFCはプレシーズンマッチへの参加のため、初年度は不参加[100]。
- AFCチャンピオンズリーグ2011とAFCチャンピオンズリーグ2012の際にシンガポールサッカー協会は割り当てられた1枠を辞退した[101]。そのためタンピネス・ローバースFCはAFCカップ2011、AFCカップ2012に代わりに出場した。

参考文献:
Sリーグ
シンガポール・カップ
シンガポール・リーグカップ
AFCチャンピオンズリーグ
AFCカップ
全体

### 代表
代表での得点一覧
| #  | 日附           | 場所                                                                         | 対戦相手             | 得点 | 結果 | 大会                                   |
| -- | -------------- | ---------------------------------------------------------------------------- | -------------------- | ---- | ---- | -------------------------------------- |
| 1  | 2007年11月9日  | シンガポール・シンガポール・ナショナルスタジアム                             | タジキスタン         | 1–0  | 2–0  | 2010 FIFAワールドカップ・アジア予選    |
| 2  | 2007年11月9日  | シンガポール・シンガポール・ナショナルスタジアム                             | タジキスタン         | 2–0  | 2–0  | 2010 FIFAワールドカップ・アジア予選    |
| 3  | 2008年1月24日  | マスカット・スルタン・カーブース・スポーツコンプレックス                     | クウェート           | 0–2  | 0-2  | 親善試合                               |
| 4  | 2008年3月26日  | シンガポール・シンガポール・ナショナルスタジアム                             | レバノン             | 1–0  | 2–0  | 2010 FIFAワールドカップ・アジア予選    |
| 5  | 2008年6月2日   | シンガポール・シンガポール・ナショナルスタジアム                             | ウズベキスタン       | 1–1  | 3–7  | 2010 FIFAワールドカップ・アジア予選    |
| 6  | 2008年11月29日 | セランゴール州プタリン・ジャヤ・プタリン・ジャヤ・スタジアム                 | マレーシア           | 0–1  | 2–2  | 親善試合                               |
| 7  | 2008年11月29日 | セランゴール州プタリン・ジャヤ・プタリン・ジャヤ・スタジアム                 | マレーシア           | 1–2  | 2–2  | 親善試合                               |
| 8  | 2009年11月22日 | ホーチミン市トンニャット・スタジアム                                         | トルクメニスタン     | 1–0  | 4–2  | 2009ホーチミン市国際サッカー杯         |
| 9  | 2009年11月22日 | ホーチミン市トンニャット・スタジアム                                         | トルクメニスタン     | 2–1  | 4–2  | 2009ホーチミン市国際サッカー杯         |
| 10 | 2009年10月24日 | ホーチミン市トンニャット・スタジアム                                         | ベトナム             | 1–1  | 2–2  | 2009ホーチミン市国際サッカー杯         |
| 11 | 2009年11月4日  | シンガポール・シンガポール・ナショナルスタジアム                             | インドネシア         | 1–0  | 3–1  | 親善試合                               |
| 12 | 2009年11月4日  | シンガポール・シンガポール・ナショナルスタジアム                             | インドネシア         | 3–1  | 3–1  | 親善試合                               |
| 13 | 2009年11月18日 | バンコク・ラジャマンガラ・スタジアム                                         | タイ                 | 1–0  | 1–0  | AFCアジアカップ2011予選                |
| 14 | 2010年11月10日 | ハノイ・ミーディン国立競技場                                                 | 北朝鮮               | 1–0  | 1–2  | VFFカップ                              |
| 15 | 2010年12月2日  | ハノイ・ミーディン国立競技場                                                 | フィリピン           | 1–0  | 1–1  | 2010 AFFスズキカップ                   |
| 16 | 2010年12月5日  | ハノイ・ミーディン国立競技場                                                 | ミャンマー           | 1–1  | 2–1  | 2010 AFFスズキカップ                   |
| 17 | 2011年6月7日   | シンガポール・ジャラン・ベサール・スタジアム                                 | モルディブ           | 4–0  | 4–0  | 親善試合                               |
| 18 | 2011年7月18日  | シンガポール・ジャラン・ベサール・スタジアム                                 | チャイニーズタイペイ | 1–0  | 3–2  | 親善試合                               |
| 19 | 2011年7月18日  | シンガポール・ジャラン・ベサール・スタジアム                                 | チャイニーズタイペイ | 2–1  | 3–2  | 親善試合                               |
| 20 | 2011年7月23日  | シンガポール・ジャラン・ベサール・スタジアム                                 | マレーシア           | 1–1  | 5–3  | 2014 FIFAワールドカップ・アジア2次予選 |
| 21 | 2011年7月23日  | シンガポール・ジャラン・ベサール・スタジアム                                 | マレーシア           | 5–3  | 5–3  | 2014 FIFAワールドカップ・アジア2次予選 |
| 22 | 2011年9月2日   | 雲南省昆明市昆明拓東体育場                                                   | 中華人民共和国       | 0–1  | 2–1  | 2014 FIFAワールドカップ・アジア3次予選 |
| 23 | 2011年10月7日  | シンガポール・ジャラン・ベサール・スタジアム                                 | フィリピン           | 2–0  | 2–0  | 親善試合                               |
| 24 | 2012年8月15日  | シンガポール・ジャラン・ベサール・スタジアム                                 | 香港                 | 1–0  | 2–0  | 親善試合                               |
| 25 | 2012年8月15日  | シンガポール・ジャラン・ベサール・スタジアム                                 | 香港                 | 1–0  | 2–0  | 親善試合                               |
| 26 | 2012年11月19日 | シンガポール・ジュロン・ウェスト・スポーツ・アンド・レクレーション・センター | パキスタン           | 4–0  | 4–0  | 親善試合                               |
| 27 | 2012年11月25日 | クアラルンプールブキット・ジャリル国立競技場                                 | マレーシア           | 0–3  | 0–3  | 2012 AFFスズキカップ                   |

## タイトル

### クラブ
ホーム・ユナイテッド
- シンガポール・カップ: 2000

ゲイラン・ユナイテッドFC
- Sリーグ: 2001

シンガポール・アームド・フォーシズFC
- Sリーグ: 2006, 2007, 2008, 2009
- シンガポール・カップ: 2007, 2008
- シンガポール・チャリティーシールド: 2008 [49]

タンピネス・ローバースFC
- Sリーグ: 2011, 2012, 2013
- シンガポール・チャリティーシールド: 2011, 2012, 2013, 2014 [56][124][125][126]

参考文献:

### 代表
サッカーシンガポール代表
- 東南アジアサッカー選手権: 2012 [78]

### 個人
Sリーグ
- 市民選出賞: 2007 [44]
- 年間最優秀選手賞: 2007, 2008, 2012 [44][45][60]
- 得点王: 2007, 2008, 2009, 2013 [44][45][46][61]